# 韦尔达什
韦尔达什（法語：Verdaches，法語發音：[vɛʁdaʃ]）是法国上普罗旺斯阿尔卑斯省的一个市镇，位于该省北部，属于迪涅莱班区。

## 地理
韦尔达什（44°15'48"N, 6°20'32"E）面积22.92 平方千米，位于法国普罗旺斯-阿尔卑斯-蓝色海岸大区上普罗旺斯阿尔卑斯省，该省份为法国东南部内陆省份，北起上阿尔卑斯省，西接沃克吕兹省，西北接德龙省，南至瓦尔省，东临滨海阿尔卑斯省，东北部与意大利接壤。
与韦尔达什接壤的市镇（或旧市镇、城区）包括：巴勒、博热、拉雅维、塞讷、勒韦尔内。

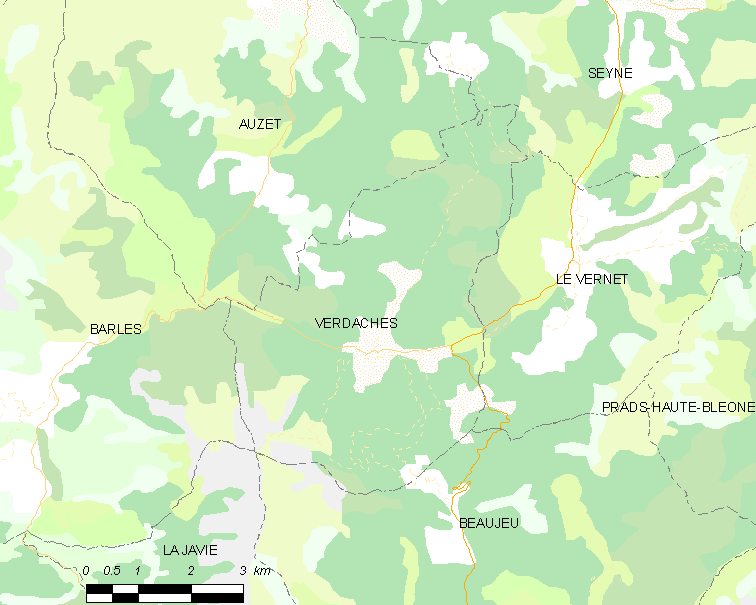
韦尔达什的OSM定位图

韦尔达什的时区为UTC+01:00、UTC+02:00（夏令时）。

## 行政
韦尔达什的邮政编码为04140，INSEE市镇编码为04235。

## 政治
韦尔达什所属的省级选区为塞讷县。

## 人口

1962-2008年间韦尔达什人口变化图示

韦尔达什于2022年1月1日时的人口数量为60人。

## 交通
上普罗旺斯阿尔卑斯省省道D900线和D900A线在韦尔达什交汇。